# Cornelis Magdalenus Benjamin Kamp
Cornelis Magdalenus Benjamin Kamp (Steenwijk, 4 mei 1889 – 24 september 1963) was een Nederlands politicus. 
Hij werd geboren als zoon van Henrik Kamp (1847-1926; notaris) en Arnoldina Maria Elzer (1854-1944). Hij was als commies werkzaam bij de gemeentesecretarie van Nijmegen en daarnaast reserve-kapitein bij de infanterie. Kamp werd in 1934 benoemd tot burgemeester van Maurik en vanaf augustus 1942 was hij tevens de burgemeester van Lienden.
In de eerste jaren van de bezetting maakte Kamp actief propaganda voor Winterhulp Nederland, die hij zag als een sociale vereniging ten dienste van eigen landgenoten.p.219 Kort na zijn aantreden in Lienden leverde hij de vierjarige Joodse Elly Frank, die in zijn gemeente ondergedoken was, uit aan de SD in Den Haag. Het meisje werd op 17 september 1942 in Auschwitz vermoord.
Een fervent tegenstander van Kamp tijdens de bezetting was Hendrik de Morrée, groepsleider van de NSB in Maurik. Kamp hield hem onder meer verantwoordelijk voor het aanbrengen bij het arbeidsbureau van jonge mannen voor de Arbeitseinsatz, wat Kamp wist te verijdelen. Mede door toedoen van De Morrée voelde Kamp zich uiteindelijk niet meer veilig en besloot hij in september 1944 onder te duiken, waarna De Morrée burgemeester van Lienden en Maurik werd.p.211
Na de bevrijding werd Kamp gestaakt als burgemeester van beide gemeenten. De adviescommissie tot zuivering van het civiel bestuursapparaat gaf het advies dat hij geschorst moest worden. Hij kreeg echter slechts een berisping en kon eind 1945 in zijn ambt terugkeren.p.219 Hij ging in 1954 met pensioen en overleed in 1963 op 74-jarige leeftijd.

## Burgemeester Kampschool
In 1955 werd de openbare school van Lienden naar hem 'Burgemeester Kampschool' genoemd. Mede naar aanleiding van een publicatie over de geschiedenis van Elly Frank werd de naam in 2005 veranderd in 'Openbare Basisschool De Sterappel'.